# Urán-dioxid

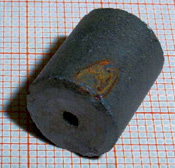
Fűtőelemekben használatos urán-dioxid pellet

Az urán-dioxid az urán és oxigén vegyülete, képlete UO2. Fekete, kristályos megjelenésű anyag. A természetben az uránércben fordul elő. Az atomreaktorok fűtőelemeinél használják. Korábban a fekete és a sárga színű kerámia- és üvegfestékek előállításához is használták. Ipari körülmények között az urán-trioxid hidrogénnel történő redukálásával állítják elő 970 K hőmérsékleten. Ez a reakció fontos szerepet játszik a fűtőelemgyártás során az urándúsításban és a fűtőelemek újrafeldolgozásában.